# Championnat du Kazakhstan de football 2023
Navigation
Édition précédente Édition suivante
La saison 2023 de Premier-Liga de football est la trente-deuxième de la première division kazakhe. Elle regroupe quatorze équipes du pays, dont deux promus de deuxième division, au sein d'une poule unique où elles s'affrontent à deux reprises. Le tenant du titre est le FK Astana.
Trois places qualificatives pour les compétitions européennes sont attribuées par le biais du championnat : une pour le premier tour de qualification de la Ligue des champions 2024-2025, une pour le deuxième tour de qualification de la Ligue Conférence 2024-2025 et une pour le premier tour de qualification de la Ligue Conférence 2024-2025. Une autre place pour le premier tour de qualification de la Ligue Europa 2024-2025 est également garantie au vainqueur de la Coupe du Kazakhstan 2023. Les trois derniers du championnat sont quant à eux relégués en deuxième division.
Le FK Ordabasy Chimkent est sacré champion du Kazakhstan, assurant son titre à l'issue de la 25e journée.

## Participants
Légende des couleurs
- Premier tour de qualification de la Ligue des champions 2023-2024
- Deuxième tour de qualification de la Ligue Europa Conférence 2023-2024
- Promu de la deuxième division 2022

| Club                     | Classement 2022 | Stade                        | Capacité |
| ------------------------ | --------------- | ---------------------------- | -------- |
| FK Astana                | 1er             | Astana Arena                 | 30 000   |
| FK Aktobe                | 2e              | Stade central                | 13 200   |
| FK Tobol Kostanaï        | 3e              | Stade central                | 10 500   |
| FK Kaïrat Almaty         | 4e              | Stade central                | 25 057   |
| FK Ordabasy Chimkent     | 5e              | Stade Kazhymukan Munaitpasov | 35 000   |
| FK Aksou                 | 6e              | Stade central (Pavlodar)     | 11 828   |
| FK Chakhtior Karagandy   | 7e              | Stade Chakhtior              | 20 000   |
| FK Maktaaral             | 8e              | Turkestan Arena              | 7 000    |
| FK Kaspiy Aqtaw          | 9e              | Stade Jastar                 | 5 000    |
| FK Kyzyljar Petropavl    | 10e             | Stade Karasai                | 11 000   |
| FK Atyraou               | 11e             | Stade Mounaïchi              | 8 690    |
| FK Okjetpes Kökşetaw     | 1er (D2)        | Alisher Sagynbayev Stadium   | 4 158    |
| FK Kaysar Kyzylorda      | 2e (D2)         | Gany Muratbayev Stadium      | 7 500    |
| FK Jetyssou Taldykourgan | 3e (D2)         | Stade Jetyssou               | 4 000    |

## Compétition

### Règlement
Les équipes se rencontrent deux fois, pour un total de 26 matchs chacun. Le classement est établi sur le barème de points classique, une victoire valant trois points, un match nul un seul et défaite aucun.
En cas d'égalité de points, le premier critère de départage est la différence de buts générale, suivi du nombre de matchs remportés puis du nombre de buts marqués, de manière générale puis à l'extérieur. Si deux équipes sont toujours à égalité après application de ces critères, elles sont alors départagées selon les résultats obtenus lors des confrontations directes entre les équipes concernées. Si cela ne suffit toujours pas, elles sont alors départagées par un tirage au sort.

### Classement
| Rang | Équipe                     | Pts | J  | G  | N  | P  | Bp | Bc | Diff |
| ---- | -------------------------- | --- | -- | -- | -- | -- | -- | -- | ---- |
| 1    | FK Ordabasy Chimkent       | 58  | 26 | 18 | 4  | 4  | 48 | 21 | +27  |
| 2    | FK Astana T S              | 53  | 26 | 16 | 5  | 5  | 36 | 24 | +12  |
| 3    | FK Aktobe                  | 50  | 26 | 13 | 11 | 2  | 44 | 23 | +21  |
| 4    | FK Kaïrat Almaty           | 44  | 26 | 12 | 8  | 6  | 44 | 32 | +12  |
| 5    | FK Kyzyljar Petropavl      | 39  | 26 | 11 | 6  | 9  | 25 | 23 | +2   |
| 6    | FK Kaysar Kyzylorda P      | 36  | 26 | 10 | 6  | 10 | 31 | 30 | +1   |
| 7    | FK Atyraou                 | 34  | 26 | 8  | 10 | 8  | 24 | 27 | -3   |
| 8    | FK Tobol Kostanaï C        | 34  | 26 | 9  | 7  | 10 | 29 | 33 | -4   |
| 9    | FK Maktaaral               | 29  | 26 | 8  | 5  | 13 | 29 | 32 | -3   |
| 10   | FK Chakhtior Karagandy     | 29  | 26 | 7  | 8  | 11 | 31 | 36 | -5   |
| 11   | FK Jetyssou Taldykourgan P | 29  | 26 | 8  | 5  | 13 | 27 | 38 | -11  |
| 12   | FK Okjetpes Kökşetaw P     | 27  | 26 | 7  | 8  | 13 | 26 | 37 | -11  |
| 13   | FK Kaspiy Aqtaw            | 20  | 26 | 4  | 8  | 14 | 28 | 44 | -16  |
| 14   | FK Aksou                   | 18  | 26 | 5  | 3  | 18 | 23 | 45 | -22  |

Qualifications européennes
- 1er : premier tour de qualification
- C : premier tour de qualification
- 2e : deuxième tour de qualification
- 3e : premier tour de qualification
- 12e à 14e : relégation en deuxième division
- T : Tenant du titre
- C : Vainqueur de la Coupe du Kazakhstan 2023
- S : Vainqueur de la Supercoupe du Kazakhstan 2023
- P : Promu de deuxième division

### Résultats
| Résultats (▼dom., ►ext.)                                   | AKS | AKT | AST | ATY | KAS | KRT | KSR | KYZ | MAK | OKZ | ORD | CHA | TOB | JET |
| FK Aksou                                                   |     | 1-1 | 0-1 | 4-1 | 0-1 | 1-3 | 2-0 | 0-2 | 2-1 | 0-1 | 0-1 | 2-1 | 0-3 | 2-1 |
| FK Aktobe                                                  | 2-1 |     | 2-0 | 4-0 | 0-0 | 4-2 | 1-0 | 1-3 | 1-1 | 5-1 | 2-1 | 2-0 | 1-1 | 2-2 |
| FK Astana                                                  | 1-0 | 1-4 |     | 0-0 | 3-1 | 0-3 | 1-1 | 3-2 | 2-0 | 5-2 | 2-0 | 2-1 | 2-1 | 2-1 |
| FK Atyraou                                                 | 2-1 | 0-0 | 0-0 |     | 1-0 | 0-0 | 2-1 | 0-0 | 2-0 | 0-4 | 1-1 | 2-1 | 3-0 | 0-1 |
| FK Kaspiy Aqtaw                                            | 3-1 | 2-2 | 1-2 | 1-1 |     | 1-1 | 1-3 | 1-2 | 0-2 | 2-1 | 1-0 | 1-1 | 0-1 | 1-2 |
| FK Kaïrat Almaty                                           | 4-1 | 2-1 | 1-0 | 2-2 | 3-1 |     | 0-3 | 3-0 | 2-2 | 2-1 | 2-2 | 0-0 | 3-0 | 2-3 |
| FK Kaysar Kyzylorda                                        | 2-2 | 0-1 | 1-2 | 1-0 | 3-1 | 0-0 |     | 0-1 | 0-2 | 0-1 | 2-3 | 2-1 | 1-0 | 1-1 |
| FK Kyzyljar Petropavl                                      | 1-0 | 0-0 | 1-0 | 1-0 | 1-1 | 2-1 | 0-1 |     | 1-0 | 1-2 | 0-1 | 1-1 | 1-1 | 1-0 |
| FK Maktaaral                                               | 2-0 | 1-2 | 0-1 | 0-1 | 3-1 | 3-1 | 2-2 | 2-1 |     | 0-1 | 1-2 | 3-1 | 1-1 | 1-2 |
| FK Okjetpes Kökşetaw                                       | 3-0 | 1-1 | 0-0 | 0-0 | 3-3 | 0-1 | 0-1 | 0-1 | 1-1 |     | 0-4 | 1-1 | 1-2 | 2-1 |
| FK Ordabasy Chimkent                                       | 2-0 | 1-1 | 1-2 | 2-1 | 3-1 | 1-0 | 4-0 | 2-1 | 1-0 | 1-0 |     | 3-1 | 4-1 | 2-0 |
| FK Chakhtior Karagandy                                     | 2-1 | 0-1 | 1-1 | 2-2 | 1-0 | 1-1 | 2-2 | 1-0 | 3-0 | 2-0 | 1-4 |     | 2-1 | 0-1 |
| FK Tobol Kostanaï                                          | 3-1 | 2-2 | 0-1 | 1-0 | 1-1 | 2-3 | 0-2 | 1-0 | 1-0 | 2-0 | 0-0 | 2-1 |     | 1-2 |
| FK Jetyssou Taldykourgan                                   | 1-1 | 0-1 | 0-2 | 0-2 | 3-2 | 1-2 | 0-2 | 1-1 | 0-1 | 1-0 | 1-2 | 1-3 | 1-1 |     |
| - Victoire à domicile - Match nul - Victoire à l'extérieur |     |     |     |     |     |     |     |     |     |     |     |     |     |     |

## Bilan de la saison
| Championnat du Kazakhstan de football 2023    |                                  |
| Champion                                      | FK Ordabasy Chimkent (1er titre) |
| Coupes et trophées                            |                                  |
| Vainqueur de la Coupe du Kazakhstan 2023      | FK Tobol Kostanaï                |
| Vainqueur de la Supercoupe du Kazakhstan 2023 | FK Astana                        |
| Qualifications continentales                  |                                  |
| Ligue des champions 2024-2025                 | FK Ordabasy Chimkent             |
| Ligue Europa 2024-2025                        | FK Tobol Kostanaï                |
| Ligue Conférence 2024-2025                    | FK Astana                        |
| Ligue Conférence 2024-2025                    | FK Aktobe                        |
| Promotions et relégations                     |                                  |
| Promus en Premier Liga                        | FK Yelimay Semeï                 |
| Promus en Premier Liga                        | FC Turan                         |
| Promus en Premier Liga                        | FK Jenis                         |
| Relégués en Birinchi Liga                     | FK Okjetpes Kökşetaw             |
| Relégués en Birinchi Liga                     | FK Aksou                         |
| Relégués en Birinchi Liga                     | FK Kaspiy Aqtaw                  |